# تهكم
التهكم هو الكلام الذي يذكر في غير سياق التواصل المتعارف عليه بهدف النيل سلبًا من مقولة أو فكرة أو معتقد أو كائن، فيكسر تواتر مسار الحديث من المسار الجد إلى مسار هزل وهو فن يرسم الضحكة على الوجوه ولكنه يورث جرحًا وينوي شرًا على عكس التندر الذي لا يهدف من وراءه الإهانة أو التعرض.

## التهكم في اللغة
التهكم: وهو السيل الذي لا يطاق، والتهكم تهور البئر، وتهكمت البئر: تهدمت. والتهكم: الطعن المدارك، فالمادة فيها الهجوم بقوم وبصوت مسموع، كذلك فهي تصف صاحبها بالكبرياء: فالمتهكم: المتكبر، والهكم: المتقحم على ما لا يعنيه الذي يتعرض للناس بشره، وقد تهكم بنا: عبث بنا وزرى علينا. إذن: فالتهكم: استهزاء في قوة، وعدم خفاء، وفي تقحم.

## أمثلة على التهكم
- تهكم الله عز وجل على كفار قريش في سورة ص حيث قال تعالى في قُرْآنهِ اَلْمُبَيَّنُ:﴿أَمْ لَهُمْ مُلْكُ السَّمَاوَاتِ وَالْأَرْضِ وَمَا بَيْنَهُمَا فَلْيَرْتَقُوا فِي الْأَسْبَابِ ۝١٠﴾ [ص:10]

فقوله: ﴿أَمْ لَهُمْ مُلْكُ السَّمَاوَاتِ وَالْأَرْضِ وَمَا بَيْنَهُمَا﴾ [ص:10]؟ أي هل لهم شيء من ملك السماوات والأرض؟ وهو إنكار وتوبيخ ﴿فَلْيَرْتَقُوا فِي الْأَسْبَابِ﴾ [ص:10] أي أن كان لهم شيء من ذلك فليصعدوا في المراقي التي توصلهم إلى السماء، وليدبروا شؤون الكون؟ وهو تهكم بهم واستهزاء، قال الزمخشري: تهكم بهم غاية التهكم، فقال: إن كانوا يصلحون لتدبير الخلائق، والتصرف في قسمة الرحمة، وكان عندهم من الحكمة ما يميزون بها بين من هو حقيقٌ بالنبوة من غيره، فليصعدوا في المعارج التي يتوصلون بها إلى العرش، حتى يستووا عليه ويدبروا أمر العالم، وينزلوا الوحي على من يختارون، وهو غاية التهكم بهم.